# Panzer Dragoon Saga
Panzer Dragoon Saga, в Японии известная как Azel: Panzer Dragoon RPG (яп. AZEL -パンツァードラグーン RPG-) — компьютерная игра в жанре JRPG, выпущенная компанией Sega на консоль Sega Saturn. Является третьей игрой серии Panzer Dragoon (не считая ответвления Panzer Dragoon Mini), и единственной, выполненной не в жанре рельсового шутера.
Игра была разработана компанией Team Andromeda. После выхода Panzer Dragoon Saga команда разработчиков распалась, однако часть разработчиков перешло в подразделение Sega Smilebit, где была разработана последняя игра серии Panzer Dragoon Orta для Xbox.

## Игровой процесс
Геймплей состоит из свободного перемещения по уровням, либо с помощью дракона, либо пешком, и сражений. Во время прогулки пешком, игрок решает головоломки, а также часто взаимодействует с неигровыми персонажами. Боевая система также играет большую роль в игре, где игроку надо атаковать босса или врага. Как и в других ролевых играх, очки опыта дающиеся после успешного сражения, способствуют увеличению способностей и сил персонажа.

### Навигация
Главный герой Эдж может перемещаться по уровням как на земле, так и в воздухе. На земле, он может свободно передвигаться по локациям, общаться с другими персонажами, входить в здания, читать книги и т. д. Этот режим используется в основном для изучения городов и других безопасных районов. С некоторыми предметами и персонажами можно взаимодействовать с помощью механики близкой к рельсовым шутерам серии: чтобы выделить конкретную цель, игроку нужно перемещать курсор по экрану. Если герой выберет пару персонажей, находящихся на расстоянии, то можно подслушать их разговор, в то время как на более близком расстоянии Эдж будет общаться с ними напрямую.
Режим полета используется для изучения игрового мира. Когда герой едет на драконе, меняется вся схема управления. Если не принимать никаких действий, дракон будет просто парить в одном месте. Чтобы летать вперёд, игрок нажимает кнопку «B». В отличие от других игр серии, дракон может исследовать любую территорию.
В другом режиме, где дракон передвигается на ногах, присутствует система курсора, но она несколько упрощена: в ней нет отличий между расстояниями, а у дракона доступны только две функции: «Break» (рус. Разрушать), необходимая для открытия коробок и уничтожения определенных объектов, и «Access» (рус. Доступ), для открытия дверей. За каждый сломанный объект, у дракона увеличивается «Лазерный ранг» (англ. Laser Rank), который увеличивается после каждой эволюции. За некоторыми исключениями, в любой район за объектами можно будет вернуться обратно, чтобы уничтожить препятствия и находить предметы или секреты.
При полете, игрок может быть атакован одним или несколькими врагами. Вероятность нападения обозначается в цветной шкале опасности в интерфейсе пользователя. В игре используются традиционная система случайных встреч.
В одном моменте истории игры дракон Эджа заменяется на транспортное средство, похожее на судно на воздушной подушке, именуемое как Флоатер (англ. Floater). Хотя оно не имеет собственной силы полета, Флоатер выполняет такие же функции, как и обычный дракон, за исключением способностей берсерков и «Лазерного ранга».

### Боевая система
По сравнению со другими компьютерными ролевыми игры, такими как Final Fantasy, Panzer Dragoon Saga имеет кинематографическую боевую систему, используя драматические, широкие углы камеры и сложную анимацию для драматизации сражений. Большая часть боёв происходит в воздухе, чем на земле, и основана на традиционной пошаговой системе, хотя маневрирование происходит в режиме реального времени. Как и в большинстве ролевых игр, игрок может атаковать, используя предметы или заклинания, названные как берсерки (англ. Berserks).
Игрок может столкнуться с несколькими противниками одновременно или большим количеством врагов. У героя есть возможность окружить противника и атаковать его с разных сторон, что позволяет дракону атаковать в конкретные слабые точки, которые могут находиться в различных частях. Похожими недостатками дракона могут воспользоваться и сами враги. Местонахождение противников в районах определят радар, находящиеся в части интерфейса пользователя. Они могут быть безопасными, нейтральными, опасными, или недоступными. География безопасных районов может изменяться. Таким образом, игрок должен часто опираться на стратегические преимущества и устранять недостатки в действиях своего героя.
Боевая система использует три датчика действия (англ. action gauges), которые уменьшаются после каждого хода. Сам ход представляет собой обычную атаку, атаку заклинаниями-берсерками или предметом. Основной атакой является стрельба из оружия Эджа или лазера дракона. Для каждой такой атаки расходуется один датчик, а при атаке берсерками — от одного до трёх датчиков. Датчики пополняются в режиме реального времени; скорость пополнения может быть разной. Существует возможность использования всех трёх датчиков для нанесения большого урона противнику.
С помощью датчиков игрок может использовать две формы основной атаки: самонаводящийся лазер дракона или собственное оружие героя. В первом случае, дракон направляет на врага поток лазеров, атакуя несколько целей, независимо от действия игрока (однако дракон может направить лазер один раз в случае меньшего количества целей). Оружие Эджа используется для нанесения повреждения по определённой цели. В отличие от лазерных атак, оружие может подвергаться модификации с целью увеличивает урона выстрелов.
Есть также специальные движения, называемые берсерками, которые сопоставимы с магическими заклинаниями в других ролевых играх. Каждое использование берсерков стоит очков магии, которые могут рассматриваться как традиционная мана. В отличие от датчиков действия, берсерки не перезаряжаются по собственному желанию (если только дракон не эволюционировал в форму, которая позволяет регенерировать берсерки). Они пополняются за счет улучшения и отдыха героя. Некоторые берсерки скрыты в определенных районах.
В конце битвы, игрок получает ранг. Чем лучше ранг, тем больше очков опыта игрок получает, а дракон может повысить уровень и научиться новым методам боя или даже эволюционировать в другой тип дракона. Эти эволюции является одним из элементов сюжета, которые происходят после битвы важного босса.

### Превращения
Как и в Panzer Dragoon II Zwei, дракон обладает способностью превращаться. Однако, в отличие от других игр серии, Saga использует сложную систему, которые позволяют дракону принимать различные формы.
Дракон может выбрать одно из пяти превращений: нормальный, ловкий, духовный, нападающий и обороняющий. Нормальный дракон использует все три датчика действий для восстановления здоровья. В нападениях увеличивается мощность лазерной атаки дракона, а берсерки атакующего быстрее пополняются, хотя стоят дороже и менее эффективны. Обороняющий дракон уменьшает количество повреждений, получаемые от атак противника и быстрее регенерирует берсерки защитного типа, однако замедляет пополнение датчиков действия. При духовном превращении берсерки требуют меньше валюты, что позволяет дракону медленно восстанавливать количество денег, когда все три датчика использованы. Кроме того, увеличивается мощность атак дракона. Ловкость увеличивает скорость пополнения датчиков, позволяет дракону быстрее маневрировать и возвращает персонажа в нормальный статус, если он отравлен или оглушён. Однако при этом персонаж получает больший урон от атак врагов, а его оборонная мощь уменьшается. В зависимости от боевой обстановки игрок должен находить баланс между превращениями. Имеется возможность изменять форму дракона как во время боя, так и во время передвижения по уровням.
Элемент под названием морфинг (англ. Morphing) происходит от физических изменений дракона в зависимости от его свойств. Есть четыре крайних формы дракона, представляющие ловкость, дух, нападение и оборону. Если выбран баланс между этими четырьмя формами, то дракон поменяет физическую форму отражающую этот баланс. Например, если у игрока есть дракон, у которого преимущества заключаются в обороне и маневренности, существо будет выглядеть гибким и аэродинамическим.
Дракон также может трансформироваться в различные формы сам по себе. В дополнение к формам, в которые дракон может превращаться в бою, есть также уникальные формы, которые могут быть получены за счёт средств, названных как Д-единицы (англ. D-Units). Всего есть два вида скрытых драконов: Светлое крыло (англ. Light Wing) и Индивидуальное крыло (англ. Solo Wing). Первую форму можно приобрести, если у игрока есть все 12 Д-единиц. В этой форме игрок может использовать особые берсерки, а при использовании всех трёх датчиков дракон может быстро восстановить здоровье. Чтобы получить Индивидуальное крыло, игроку придётся приложить усилия, выполнив задания неигровых персонажей. При использовании данной формы он может изменяться в других драконов из предыдущих игр серии Panzer Dragoon.

## Сюжет
События игры происходят после Panzer Dragoon II Zwei и Panzer Dragoon, и до Panzer Dragoon Orta. Игрок управляет молодым охотником по имени Эдж (англ. Edge). Он пытается избавить мир от зависимости древних людей Древних (англ. Ancients) с помощью мощного летающего дракона, который может стрелять лазерами из пасти.
Как и в других играх серии, история происходит в неопределенном постапокалиптическом враждебном мире, где мутанты бродят по незащищенным областям, а разрозненные человеческие группировки соперничают за землю и ресурсы. Самой крупной из этих фракций является Империя, построенная на похороненной технологии Древних. «Древними» называют людей, которые когда-то контролировали мир. Они являлись развитой цивилизацией за тысячи лет до событий игры. Таинственный катаклизм привёл к страшной войне, в результате чего цивилизация пала, а планета почти разрушилась, оставив выживших доживать свои последние безрадостные дни среди развалин. В конце концов Древние и их работы стали легендами, и являются своего рода божественными. Остатки их технологий используются большей частью человечества: техника, оружие и транспортные средства, такие как плавающие корабли, которые являются главным средством передвижения.
Главным героем этой истории является молодой солдат Империи Эдж. История начинается около восстановленных артефактов, которые охраняет главный герой. После оказания помощи в отражении атаки одного из диких мутантов в пещере, где происходят раскопки, Эдж обнаруживает тело молодой женщины, замурованной в стене.
Однако вскоре раскопки подвергаются нападению со стороны мятежных войск. Лидер войск Краймен (англ. Craymen) приказывает взять девушку. Эдж и остальные его товарищи подвергаются обстрелу. Главный герой становится свидетелем как войска забирают загадочную девушку на свой воздушный корабль, и пытается остановить их, но в него стреляют, и он падает с вершины скалы. Эдж приходит в себя в подземном резервуаре, и в поисках выхода находит оружие и дракона, на котором улетает из пещеры. По возвращении в раскопки, он обнаруживает умирающего капитана. Обезумевший Эдж клянется отомстить Краймену и расшифровать тайну загадочной девушки.

## Разработка
Разработка игры началась наряду с созданием её предшественника Panzer Dragoon II Zwei. В создании Panzer Dragoon Saga принимало участие 40 человек, это было в два раза больше, чем при создании Panzer Dragoon II Zwei. Перед разработчиками стояла задача создать игру в совершенно новом для серии жанре, но при этом постараться сохранить общие качества и некоторые элементы игрового процесса из предыдущих частей.
Как и Panzer Dragoon II Zwei, команда использовала программу для создания трёхмерной графики Softimage. На создание графики игры у команды ушло два года. Panzer Dragoon Saga оставалась самой ожидаемой игры в японском журнале Sega Saturn Weekly.
В то время как Sega Saturn терпела крах на рынке консолей, команда Team Andromeda боролась с собственными трудностями в разработке игры. Хотя им была предоставлена творческая свобода в создании нового геймплея, который должен быть уникальным, однако также необходимо было соблюдать стандарты жанра ролевых игр, а также включить традиционные для серии элементы воздушной стрельбы. В конце концов, они достигли своей цели, создав пошаговую боевую систему в реальном времени, где игрок мог менять способности дракона на лету.
Руководитель Юкио Футацуги заявил, что изменения были сделаны таким образом, чтобы было множество комбинаций, которые могли бы компенсировать недостаток персонажей, присущего большинству ролевых игр. В отличие от других ролевых игр, в Panzer Dragoon Saga игрок управляет только одним персонажем и драконом. Кроме того, в игре также намеренно избегали густонаселенных миров, а малое количество неиграбельных персонажей привносит чувство одиночества в игру.
В процессе создания игры Team Andromeda потеряла несколько своих сотрудников: один попал в аварию на мотоцикле, другой совершил самоубийство. Последний случай не связан с плохими продажами игры.

## Саундтрек
Альбом Azel ~ Panzer Dragoon RPG был выпущен лейблами Marvelous Entertainment и Pony Canyon 17 декабря 1997 году. Музыка была написана композиторами Саори Кобаяси и Марико Намбой. В альбом входит 18 композиций. Все мелодии будут включены в альбомы Azel -Panzer Dragoon RPG- Complete Album и Azel -Panzer Dragoon RPG- Memorial Album.
| №                   | Название                                              | Музыка              | Длительность |
| ------------------- | ----------------------------------------------------- | ------------------- | ------------ |
| 1.                  | «Ecce Valde Generous Ale (Behold the Precious Wings)» | Саори Кобаяси       | 1:33         |
| 2.                  | «First Battle»                                        | Саори Кобаяси       | 1:19         |
| 3.                  | «Noble Rebel Army»                                    | Саори Кобаяси       | 2:06         |
| 4.                  | «A Holy Nation of Deceit»                             | Саори Кобаяси       | 1:20         |
| 5.                  | «Solitary Battle»                                     | Саори Кобаяси       | 2:00         |
| 6.                  | «Wings»                                               | Саори Кобаяси       | 1:20         |
| 7.                  | «Separated for Eternity»                              | Саори Кобаяси       | 1:50         |
| 8.                  | «A Premonition of War»                                | Саори Кобаяси       | 5:14         |
| 9.                  | «The Chaos Within the Silence»                        | Саори Кобаяси       | 3:56         |
| 10.                 | «Metamorphosis»                                       | Саори Кобаяси       | 3:42         |
| 11.                 | «Breath of Life»                                      | Саори Кобаяси       | 3:13         |
| 12.                 | «Blue Ruins Theme»                                    | Саори Кобаяси       | 0:48         |
| 13.                 | «Giant Creature»                                      | Саори Кобаяси       | 4:12         |
| 14.                 | «Rest»                                                | Марико Намба        | 2:58         |
| 15.                 | «Wandering»                                           | Саори Кобаяси       | 3:06         |
| 16.                 | «Forbidden Land»                                      | Саори Кобаяси       | 2:56         |
| 17.                 | «The Black Fleet»                                     | Марико Намба        | 4:45         |
| 18.                 | «Atolm Dragon»                                        | Саори Кобаяси       | 4:28         |
| Общая длительность: | Общая длительность:                                   | Общая длительность: | 50:46        |

Azel -Panzer Dragoon RPG- Complete Album — саундтрек игры Panzer Dragoon Saga, выпущенный 4 февраля 1998 году лейблами Marvelous Entertainment и Pony Canyon. Альбом был выпущен на двух дисках и содержит 57 композиций. Все мелодии были переизданы в 2001 году в качестве альбома Azel -Panzer Dragoon RPG- Memorial Album, в который были добавлены две бонусные аранжировки песни «Sona mi areru ec sancitu».
| №                   | Название                                              | Музыка              | Длительность |
| ------------------- | ----------------------------------------------------- | ------------------- | ------------ |
| 1.                  | «Ecce Valde Generous Ale (Behold the Precious Wings)» | Марико Намба        | 1:34         |
| 2.                  | «First Battle»                                        | Саори Кобаяси       | 1:18         |
| 3.                  | «Noble Rebel Army»                                    | Саори Кобаяси       | 2:07         |
| 4.                  | «A Holy Nation of Deceit»                             | Саори Кобаяси       | 1:20         |
| 5.                  | «Solitary Battle»                                     | Саори Кобаяси       | 1:59         |
| 6.                  | «Wings»                                               | Саори Кобаяси       | 1:20         |
| 7.                  | «Separated for Eternity»                              | Саори Кобаяси       | 1:51         |
| 8.                  | «A Premonition of War»                                | Саори Кобаяси       | 5:11         |
| 9.                  | «Metamorphosis»                                       | Саори Кобаяси       | 1:45         |
| 10.                 | «The Chaos Within the Silence»                        | Саори Кобаяси       | 2:33         |
| 11.                 | «Metamorphosis 2»                                     | Саори Кобаяси       | 1:54         |
| 12.                 | «Giant Creature 1»                                    | Саори Кобаяси       | 3:08         |
| 13.                 | «Rest»                                                | Марико Намба        | 1:48         |
| 14.                 | «Breath of Life»                                      | Саори Кобаяси       | 1:45         |
| 15.                 | «Blue Ruins Theme»                                    | Саори Кобаяси       | 0:47         |
| 16.                 | «Wandering»                                           | Саори Кобаяси       | 2:46         |
| 17.                 | «Forbidden Land»                                      | Марико Намба        | 1:33         |
| 18.                 | «Pure Blood Seed»                                     | Саори Кобаяси       | 3:25         |
| 19.                 | «The Black Fleet»                                     | Саори Кобаяси       | 2:21         |
| 20.                 | «Rendezvous with Destiny»                             | Саори Кобаяси       | 0:30         |
| 21.                 | «Atolm Dragon»                                        | Саори Кобаяси       | 4:01         |
| 22.                 | «Spirit of the Dragon»                                | Саори Кобаяси       | 2:17         |
| 23.                 | «Expected Encounter»                                  | Саори Кобаяси       | 0:58         |
| 24.                 | «The Empire»                                          | Саори Кобаяси       | 3:33         |
| 25.                 | «Boxship»                                             | Саори Кобаяси       | 1:58         |
| 26.                 | «Town of Zoah»                                        | Саори Кобаяси       | 2:51         |
| 27.                 | «Paet»                                                | Саори Кобаяси       | 3:31         |
| 28.                 | «Water Ruins»                                         | Саори Кобаяси       | 2:41         |
| 29.                 | «Ancient Weapon»                                      | Саори Кобаяси       | 3:23         |
| Общая длительность: | Общая длительность:                                   | Общая длительность: | 66:08        |

| №                   | Название                                           | Текст песни         | Музыка              | Исполнитель         | Длительность |
| ------------------- | -------------------------------------------------- | ------------------- | ------------------- | ------------------- | ------------ |
| 1.                  | «Trapped Underground»                              |                     | Саори Кобаяси       |                     | 1:25         |
| 2.                  | «Path to the Being»                                |                     | Саори Кобаяси       |                     | 3:49         |
| 3.                  | «Sealed Spirit»                                    |                     | Саори Кобаяси       |                     | 1:25         |
| 4.                  | «Elevator Chase»                                   |                     | Саори Кобаяси       |                     | 1:15         |
| 5.                  | «Giant Creature 2»                                 |                     | Саори Кобаяси       |                     | 2:09         |
| 6.                  | «Separating for a Future Reunion»                  |                     | Саори Кобаяси       |                     | 0:37         |
| 7.                  | «By the Source of the Protective Flame»            |                     | Саори Кобаяси       |                     | 3:02         |
| 8.                  | «Dream»                                            |                     | Саори Кобаяси       |                     | 2:03         |
| 9.                  | «Sleeping Iron Ingot»                              |                     | Саори Кобаяси       |                     | 3:30         |
| 10.                 | «Imperial Air Force»                               |                     | Саори Кобаяси       |                     | 3:43         |
| 11.                 | «Giant Warship»                                    |                     | Саори Кобаяси       |                     | 3:24         |
| 12.                 | «Chance Meeting»                                   |                     | Саори Кобаяси       |                     | 1:15         |
| 13.                 | «Holy Chariot»                                     |                     | Саори Кобаяси       |                     | 2:32         |
| 14.                 | «A Century Gone By»                                |                     | Саори Кобаяси       |                     | 2:36         |
| 15.                 | «Interception»                                     |                     | Саори Кобаяси       |                     | 2:40         |
| 16.                 | «Awakening»                                        |                     | Саори Кобаяси       |                     | 1:39         |
| 17.                 | «Conclusion»                                       |                     | Саори Кобаяси       |                     | 2:29         |
| 18.                 | «Village of the Seekers»                           |                     | Саори Кобаяси       |                     | 2:44         |
| 19.                 | «The Forest’s Scream»                              |                     | Саори Кобаяси       |                     | 3:37         |
| 20.                 | «Red Ruins Theme»                                  |                     | Саори Кобаяси       |                     | 1:41         |
| 21.                 | «Into the Promised Land»                           |                     | Саори Кобаяси       |                     | 1:46         |
| 22.                 | «Overture to the End»                              |                     | Саори Кобаяси       |                     | 3:31         |
| 23.                 | «Tears»                                            |                     | Саори Кобаяси       |                     | 1:44         |
| 24.                 | «Sesutren»                                         |                     | Саори Кобаяси       |                     | 1:04         |
| 25.                 | «Vision 1»                                         |                     | Саори Кобаяси       |                     | 2:01         |
| 26.                 | «Vision 2»                                         |                     | Саори Кобаяси       |                     | 2:02         |
| 27.                 | «The Final Battle ~Recurrence~»                    |                     | Саори Кобаяси       |                     | 2:25         |
| 28.                 | «Sona mi areru ec sancitu (Art Thou the Holy One)» | Сиро Маэкава        | Саори Кобаяси       | Эри Ито             | 4:12         |
| Общая длительность: | Общая длительность:                                | Общая длительность: | Общая длительность: | Общая длительность: | 66:20        |

| №                   | Название                                              | Текст песни         | Музыка              | {{{extra_column}}}  | Длительность |
| ------------------- | ----------------------------------------------------- | ------------------- | ------------------- | ------------------- | ------------ |
| 1.                  | «Ecce Valde Generous Ale (Behold the Precious Wings)» |                     | Марико Намба        |                     | 1:34         |
| 2.                  | «First Battle»                                        |                     | Саори Кобаяси       |                     | 1:18         |
| 3.                  | «Noble Rebel Army»                                    |                     | Саори Кобаяси       |                     | 2:07         |
| 4.                  | «A Holy Nation of Deceit»                             |                     | Саори Кобаяси       |                     | 1:20         |
| 5.                  | «Solitary Battle»                                     |                     | Саори Кобаяси       |                     | 1:59         |
| 6.                  | «Wings»                                               |                     | Саори Кобаяси       |                     | 1:20         |
| 7.                  | «Separated for Eternity»                              |                     | Саори Кобаяси       |                     | 1:51         |
| 8.                  | «A Premonition of War»                                |                     | Саори Кобаяси       |                     | 5:11         |
| 9.                  | «Metamorphosis»                                       |                     | Саори Кобаяси       |                     | 1:45         |
| 10.                 | «The Chaos Within the Silence»                        |                     | Саори Кобаяси       |                     | 2:33         |
| 11.                 | «Metamorphosis 2»                                     |                     | Саори Кобаяси       |                     | 1:54         |
| 12.                 | «Giant Creature 1»                                    |                     | Саори Кобаяси       |                     | 3:08         |
| 13.                 | «Rest»                                                |                     | Марико Намба        |                     | 1:48         |
| 14.                 | «Breath of Life»                                      |                     | Саори Кобаяси       |                     | 1:45         |
| 15.                 | «Blue Ruins Theme»                                    |                     | Саори Кобаяси       |                     | 0:47         |
| 16.                 | «Wandering»                                           |                     | Саори Кобаяси       |                     | 2:46         |
| 17.                 | «Forbidden Land»                                      |                     | Марико Намба        |                     | 1:33         |
| 18.                 | «Pure Blood Seed»                                     |                     | Саори Кобаяси       |                     | 3:25         |
| 19.                 | «The Black Fleet»                                     |                     | Саори Кобаяси       |                     | 2:21         |
| 20.                 | «Rendezvous with Destiny»                             |                     | Саори Кобаяси       |                     | 0:30         |
| 21.                 | «Atolm Dragon»                                        |                     | Саори Кобаяси       |                     | 4:01         |
| 22.                 | «Spirit of the Dragon»                                |                     | Саори Кобаяси       |                     | 2:17         |
| 23.                 | «Expected Encounter»                                  |                     | Саори Кобаяси       |                     | 0:58         |
| 24.                 | «The Empire»                                          |                     | Саори Кобаяси       |                     | 3:33         |
| 25.                 | «Boxship»                                             |                     | Саори Кобаяси       |                     | 1:58         |
| 26.                 | «Town of Zoah»                                        |                     | Саори Кобаяси       |                     | 2:51         |
| 27.                 | «Paet»                                                |                     | Саори Кобаяси       |                     | 3:31         |
| 28.                 | «Water Ruins»                                         |                     | Саори Кобаяси       |                     | 2:41         |
| 29.                 | «Ancient Weapon»                                      |                     | Саори Кобаяси       |                     | 3:23         |
| 30.                 | «Sona mi areru ec sancitu <Re-arranged>»              | Сиро Маэкава        | Саори Кобаяси       | Эри Ито             | 5:08         |
| Общая длительность: | Общая длительность:                                   | Общая длительность: | Общая длительность: | Общая длительность: | 66:08        |

| №                   | Название                                                 | Текст песни         | Музыка              | Исполнитель         | Длительность |
| ------------------- | -------------------------------------------------------- | ------------------- | ------------------- | ------------------- | ------------ |
| 1.                  | «Trapped Underground»                                    |                     | Саори Кобаяси       |                     | 1:25         |
| 2.                  | «Path to the Being»                                      |                     | Саори Кобаяси       |                     | 3:49         |
| 3.                  | «Sealed Spirit»                                          |                     | Саори Кобаяси       |                     | 1:25         |
| 4.                  | «Elevator Chase»                                         |                     | Саори Кобаяси       |                     | 1:15         |
| 5.                  | «Giant Creature 2»                                       |                     | Саори Кобаяси       |                     | 2:09         |
| 6.                  | «Separating for a Future Reunion»                        |                     | Саори Кобаяси       |                     | 0:37         |
| 7.                  | «By the Source of the Protective Flame»                  |                     | Саори Кобаяси       |                     | 3:02         |
| 8.                  | «Dream»                                                  |                     | Саори Кобаяси       |                     | 2:03         |
| 9.                  | «Sleeping Iron Ingot»                                    |                     | Саори Кобаяси       |                     | 3:30         |
| 10.                 | «Imperial Air Force»                                     |                     | Саори Кобаяси       |                     | 3:43         |
| 11.                 | «Giant Warship»                                          |                     | Саори Кобаяси       |                     | 3:24         |
| 12.                 | «Chance Meeting»                                         |                     | Саори Кобаяси       |                     | 1:15         |
| 13.                 | «Holy Chariot»                                           |                     | Саори Кобаяси       |                     | 2:32         |
| 14.                 | «A Century Gone By»                                      |                     | Саори Кобаяси       |                     | 2:36         |
| 15.                 | «Interception»                                           |                     | Саори Кобаяси       |                     | 2:40         |
| 16.                 | «Awakening»                                              |                     | Саори Кобаяси       |                     | 1:39         |
| 17.                 | «Conclusion»                                             |                     | Саори Кобаяси       |                     | 2:29         |
| 18.                 | «Village of the Seekers»                                 |                     | Саори Кобаяси       |                     | 2:44         |
| 19.                 | «The Forest’s Scream»                                    |                     | Саори Кобаяси       |                     | 3:37         |
| 20.                 | «Red Ruins Theme»                                        |                     | Саори Кобаяси       |                     | 1:41         |
| 21.                 | «Into the Promised Land»                                 |                     | Саори Кобаяси       |                     | 1:46         |
| 22.                 | «Overture to the End»                                    |                     | Саори Кобаяси       |                     | 3:31         |
| 23.                 | «Tears»                                                  |                     | Саори Кобаяси       |                     | 1:44         |
| 24.                 | «Sesutren»                                               |                     | Саори Кобаяси       |                     | 1:04         |
| 25.                 | «Vision 1»                                               |                     | Саори Кобаяси       |                     | 2:01         |
| 26.                 | «Vision 2»                                               |                     | Саори Кобаяси       |                     | 2:02         |
| 27.                 | «The Final Battle ~Recurrence~»                          |                     | Саори Кобаяси       |                     | 2:25         |
| 28.                 | «Sona mi areru ec sancitu (Art Thou the Holy One)»       | Сиро Маэкава        | Саори Кобаяси       | Эри Ито             | 4:12         |
| 29.                 | «Sona mi areru ec sancitu <Prescription Vocal Club Mix>» | Сиро Маэкава        | Саори Кобаяси       | Эри Ито             | 8:06         |
| Общая длительность: | Общая длительность:                                      | Общая длительность: | Общая длительность: | Общая длительность: | 66:20        |

## Оценки и мнения
| Сводный рейтинг    | Сводный рейтинг |
| Агрегатор          | Оценка          |
| ------------------ | --------------- |
| GameRankings       | 92,87 %         |
| MobyRank           | 94/100          |
| Иноязычные издания |                 |
| Издание            | Оценка          |
| AllGame            | [ 5 ]           |
| Edge               | 9/10            |
| EGM                | 9,62/10         |
| GameRevolution     | A               |
| GameSpot           | 9,2/10          |

Panzer Dragoon Saga была высоко оценена критиками и журналами за сложный художественный дизайн, яркий и необычный сюжет и кинематографическую боевую систему. Журнал Sega Saturn Magazine UK оценил игру в 96 %. Однако Panzer Dragoon Saga продавалась плохо из позднего выхода игры на консоль Sega Saturn, которая уже не продавалась за пределами Японии к 1998 году. Было продано всего 6 тысяч копий игры во время американского запуска игры. Позже Sega выпустила ещё 12 тысяч экземпляров игры в июне 1999 года, а затем ещё 12 тысяч в конце лета.
Из-за ограниченного тиража игры на английском языке, копии Panzer Dragoon Saga очень редки и очень высоко ценятся на интернет-аукционах. Хотя игроки просили Sega ещё раз переиздать игру на современные консоли, руководитель Юкио Футацуги заявил о потере исходного кода. В настоящее время существует спрос со стороны поклонников на восстановление игровых файлов.
Panzer Dragoon Saga попала в список «100 лучших игр всех времен», составленный сайтами IGN и G4 в 2007 и 2012 годах соответственно. GamesRadar в 2012 году поставил Panzer Dragoon Saga на 1 место в списке «Лучших игр для Saturn всех времён».
В мае 2009 года руководитель онлайн-сервиса GameTap Сен Сорроу сообщил, что имеет права на издание игры, но считает, что Panzer Dragoon Saga будет плохо продаваться из-за небольшой популярности.